# Americká ženská basketbalová reprezentace
Americká ženská basketbalová reprezentace reprezentuje USA v mezinárodních soutěžích v basketbalu.

## Mistrovství světa
| Rok/pořádající země | Účast                             |
| ------------------- | --------------------------------- |
| MS 1953 Chile       | Zlatá medaile                     |
| MS 1957 Brazílie    | Zlatá medaile                     |
| MS 1959 SSSR        | Ne                                |
| MS 1964 Peru        | 4. místo                          |
| MS 1967 ČSSR        | 11. místo                         |
| MS 1971 Brazílie    | 8. místo                          |
| MS 1975 Kolumbie    | 8. místo                          |
| MS 1979 Korea       | Zlatá medaile                     |
| MS 1983 Brazílie    | Stříbrná medaile                  |
| MS 1986 SSSR        | Zlatá medaile                     |
| MS 1990 Malajsie    | Zlatá medaile                     |
| MS 1994 Austrálie   | Bronzová medaile                  |
| MS 1998 Německo     | Zlatá medaile                     |
| MS 2002 Čína        | Zlatá medaile                     |
| MS 2006 Brazílie    | Bronzová medaile                  |
| MS 2010 Česko       | Zlatá medaile                     |
| MS 2014 Turecko     | Zlatá medaile                     |
| MS 2018 Španělsko   | Zlatá medaile                     |
| MS 2022 Bulharsko   | Zlatá medaile                     |
| Celkem              | Účast – 18× · – 11× · – 1× · – 2× |

## Olympijské hry
| Rok/pořádající země | Účast                             |
| ------------------- | --------------------------------- |
| Montreal 1976       | Stříbrná medaile                  |
| Moskva 1980         | Bronzová medaile                  |
| Los Angeles 1984    | Zlatá medaile                     |
| Soul 1988           | Zlatá medaile                     |
| Barcelona 1992      | Ne                                |
| Atlanta 1996        | Zlatá medaile                     |
| Sydney 2000         | Zlatá medaile                     |
| Atény 2004          | Zlatá medaile                     |
| Peking 2008         | Zlatá medaile                     |
| Londýn 2012         | Zlatá medaile                     |
| Rio de Janeiro 2016 | Zlatá medaile                     |
| Tokio 2020          | Zlatá medaile                     |
| Paříž 2024          | Zlatá medaile                     |
| Celkem              | Účast – 12× · – 10× · – 1× · – 1× |